# Metal mesh
La metal mesh è un materiale tessile innovativo composto da maglie metalliche ultra-sottili, progettate per creare una superficie flessibile e fluida in grado di riflettere la luce pur mantenendo una vestibilità morbida.

## Origini e sviluppo
Il materiale ha origine tra la fine del XIX e l'inizio del XX secolo, quando aziende come Whiting & Davis iniziarono a produrre reti metalliche per borse, influenzando successivamente il loro utilizzo nell'abbigliamento. Tuttavia, l’introduzione della metal mesh nella moda è avvenuta soprattutto per merito di Gianni Versace, che a partire dagli anni Ottanta ha reso questo materiale una caratteristica del suo stile, utilizzandolo per abiti da sera, contribuendo anche al suo perfezionamento tecnico.

## Caratteristiche tecniche
La metal mesh è realizzata attraverso un processo di micro-saldatura di piccole piastre metalliche o anelli, formando un foglio continuo di elementi intrecciati. Tra le principali caratteristiche:
- Flessibilità: si modella perfettamente sul corpo, creando un effetto "seconda pelle".
- Riflettenza e luminosità: esaltano il movimento del tessuto con una lucentezza simile a quella di un liquido.
- Resistenza e durabilità: nonostante il suo aspetto delicato, la metal mesh è altamente resistente all'usura.

## Impiego nella moda
La metal mesh è stata adottata da numerosi designer per la sua estetica futuristica e il forte impatto visivo.
Abiti realizzati in metal mesh sono stati indossati da Naomi Campbell, Cindy Crawford e Claudia Schiffer nelle sfilate Versace, la metal mesh è diventata sinonimo di sensualità e lusso. Jennifer Lopez ha indossato ai Grammy Awards 2000 un abito verde con scollatura profonda, realizzato in metal mesh stampata.
Abiti in metal mesh sono stati esposti in retrospettive sulla moda, compreso al Metropolitan Museum of Art di New York e alla Fondazione Gianni Versace.